# Angie Martinez

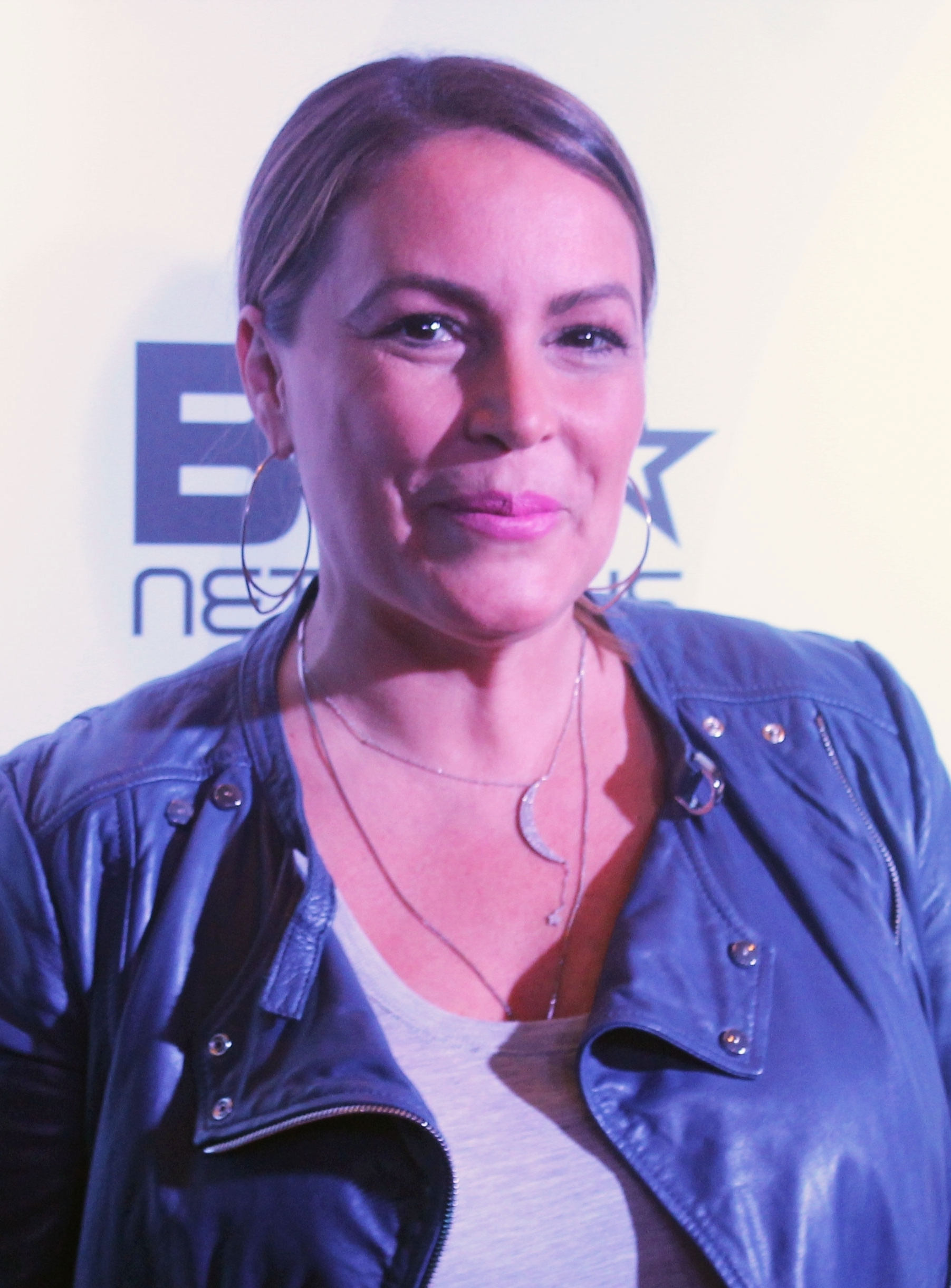
Angie Martinez (2015)

Angela "Angie" Martinez (sinh ngày 09 tháng 1 năm 1971) là một người Mỹ nhân radio, rapper, và nữ diễn viên của Puerto Rico, di sản Cuba và Dominica. Biệt danh Tiếng nói của New York, chương trình phát thanh buổi chiều của bà liên tục được xếp hạng #1 với nhiều thính giả trẻ hơn bất kỳ chương trình phát thanh nào khác trong nước.

## Sự nghiệp phát thanh
Angie Martinez có lần nghỉ đầu tiên trên đài phát thanh ở tuổi 16 khi trả lời những đường dây nóng tại đài phát thanh đô thị WQHT ("Hot 97"). Ở đó, bà đã gặp DJ Funkmaster Flex nổi tiếng và bắt đầu làm việc như một người bảo hộ của mình. Martinez nhanh chóng chọn ra một chương trình radio thành công. Bà đã tổ chức các buổi chiều trong các buổi chiều, cùng với DJ Enuff của HOT 97, nơi bà đã phỏng vấn những tên tuổi lớn nhất trong âm nhạc như Jay Z và Mariah Carey. Bà đã từ chức từ Hot 97 vào ngày 18 tháng 6 năm 2014. bà được thông báo đã ký hợp đồng với đối thủ đài phát thanh chính của New York, Power 105.1 (WWPR-FM) vào ngày 19 tháng 6 năm 2014.

## Diễn xuất
Là một nữ diễn viên, Angie nhận được những vai nhỏ trong các bộ phim hip hop độc lập như Blood is thicker Than Water và Paper Soldiers. Sau đó, bà xuất hiện trong Brown Sugar  với sự tham gia của Taye Diggs, Queen Latifah và Sanaa Lathan. Vào tháng 10 năm 2002, Martinez xuất hiện trong Paid In Full. Gần đây hơn, bà đã xuất hiện trong Video Girl năm 2011, Generation Um... vào năm 2012 và trong loạt phim truyền hình tài liệu hài This Is Hot 97 năm 2014.

## Sự nghiệp âm nhạc
Năm 1996, Martinez được khuyến khích tặng rap một phát súng của người bạn KRS-One. Bà ấy đã xuất hiện trên bài hát "Heartbeat" từ album I Got Next năm 1997 của anh ấy. Sau khi bài hát thu hút được sự chú ý của người hâm mộ, một người bạn khác, Lil 'Kim, đã mời bà một vị trí trong "Ladies Night Remix" của bài hát " Not Tonight " cho nhạc phim Không có gì để mất. Cùng với Missy Elliott, Lisa "Left Eye" Lopes và Da Brat, các quý bà đã thưởng thức một trong những đĩa đơn thành công nhất năm 1997. Nó đạt đỉnh trên bảng xếp hạng Hot 100 của Billboard ở vị trí thứ 6, và đạt #3 trên bảng xếp hạng Hip-Hop / R & B. Đĩa đơn đã bán được hơn 1.000.000 bản và được chứng nhận Bạch kim. Những người phụ nữ được đề cử hai giải Grammy năm đó, và cũng được mời biểu diễn trực tiếp bài hát trên Giải thưởng Video âm nhạc của MTV.
Một trận chiến nhãn hiệu lớn bắt đầu ký hợp đồng với Martinez. Sự xuất hiện của bà trên chất liệu của các rapper khác là rất cần thiết. Bà đã thu âm các bài hát với Mary J. Blige ("Christmas in the City" ), Cuban Link ("Freak Out"), N.O.R.E. ("Oh No Remix" ), Beenie Man ("Tell Me Remix" ) và album tổng hợp của Funkmaster Flex & Big Kap The Tunnel ("Wow" ). Bà cũng đã thu âm các bản hòa âm cho các bản phối của Kid Capri, DJ Clue và DJ Kayslay. Năm 2001, bà xuất hiện trong video âm nhạc cho "Guilty Until Chứng minh vô tội" của Jay-Z và R. Kelly.
Vào ngày 17 tháng 4 năm 2001, cuối cùng bà đã phát hành album đầu tay bị trì hoãn, Up Close and Personal. Album bao gồm sản xuất bởi DJ Clue, Salaam Remi, Knobody và RocWilder cùng với những người khác, và sự xuất hiện của khách mời của Jay-Z, Snoop Doggy Dogg, Mary J. Blige, Wyclf Jean, Busta Rhymes và Kool G. Rap. Đĩa đơn đầu tiên, "Dem Thangzzz" được sản xuất bởi The Neptunes, và cũng có giọng hát nền của Pharrell Williams và Q-Tip. Album ra mắt ở vị trí #32 trên Bảng xếp hạng Billboard 200 Album, và #7 trên Bảng xếp hạng album R & B / Hip-Hop hàng đầu của Billboard  bán được 69.000 trong tuần đầu tiên. Đĩa đơn thứ hai, "Coast 2 Coast" (Suavamente) với rapper Wyclf Jean tái hiện sự quan tâm đến album.    bà quảng bá album với áp phích tạp chí, bản hợp đồng trong cửa hàng, xuất hiện câu lạc bộ và xuất hiện trên truyền hình với MTV và BET.
Sau khi phát hành album đầu tiên, Angie bắt đầu làm việc cho một bản thu âm thứ hai, Animal House năm 2002. Để xây dựng dự đoán cho thu âm, bà ấy đã xuất hiện trên Rap City của BET  và bắt đầu một tour phát thanh trên toàn quốc. Bà đã thu âm một câu hát cho bản phối lại cho nghệ sĩ Sacario thu âm "Live Big". Nó trở thành kỷ lục số một ở khu vực ba bang và trùng hợp ngẫu nhiên với việc phát hành đĩa đơn đầu tiên của Martinez từ album thứ hai của cô, " If I could Go ", có sự góp mặt của Sacario và ca sĩ Lil 'Mo. "Nếu tôi có thể đi" đã trở thành một hit lớn trên đài phát thanh pop, leo lên top 20 trên Bảng xếp hạng Hot 100 của Billboard. Nó trở thành số 1 được phát trên đài phát thanh đô thị vào năm 2002. Album, Animal House (được đặt theo tên của công ty sản xuất và thu âm của Martinez), được phát hành vào ngày 21 tháng 8 năm 2002. Nó được đưa vào Bảng xếp hạng 200 album nóng của Billboard tại #11, và Biểu đồ Hot Hip-Hop / R & B của Billboard bán được 92.000 chiếc trong tuần đầu tiên. Đĩa đơn tiếp theo, "Take You Home" có ca sĩ R & B Kelis trở thành một hit nhỏ lọt vào top 100 trên Billboard Hot 100. Album được các nhà phê bình và người hâm mộ đón nhận mạnh mẽ hơn. Sau khi phát hành album, bà ấy đã xuất hiện trong bản phối lại cho ca khúc "Gangster" của Lil, Mo và đĩa đơn thổi phồng của Nina Sky "Time to Go". Sau đó, bà tuyên bố sẽ rút lui khỏi ngành thu âm để tập trung cho các dự án khác của mình.
Năm 2002, Martinez được thuê làm giám khảo trong American Idol mùa thứ hai, nhưng đã bỏ việc sau vài ngày thử giọng, với lý do khó chịu với việc nghiền nát giấc mơ của những người thử giọng.

## Cuộc sống cá nhân
Cha của Martinez là người Puerto Rico và mẹ bà là người gốc Cuba và Dominica. Bà có một con trai tên Niko Ruffin (sinh ngày 12 tháng 6 năm 2003)  với Tamir "Nokio" Ruffin  của Dru Hill.
Vào năm 2014, Martinez đã ủng hộ tổ chức từ thiện của CC Sabathia, PitCCh In Foundation, bằng cách tham gia cuộc đua Marathon New York City 2014.

## Phần thưởng và đề cử
- Giải thưởng Đài phát thanh NAB Marconi
  - 2018, Tính cách thị trường chính của năm [31]
- BET Awards
  - 2002, Nữ nghệ sĩ hip-hop xuất sắc nhất (được đề cử)
- Giải Grammy
  - 1998, Trình diễn rap xuất sắc nhất của Bộ đôi hoặc Nhóm "Không phải tối nay" (Đề cử)

## Danh sách đĩa hát

### Album phòng thu
| Năm  | Album | Vị trí biểu đồ đỉnh | Vị trí biểu đồ đỉnh |
| Năm  | Album | Mỹ                  | Hoa Kỳ R &amp; B    |
| ---- | --- | ------------------- | ------------------- |
| 2001 | Đến gần và cá nhân - Phát hành: ngày 17 tháng 4 năm 2001 - Nhãn: Elektra - Định dạng: CD, tải xuống kỹ thuật số | 32                  | 7                   |
| 2002 | Nhà động vật - Phát hành: ngày 20 tháng 8 năm 2002 - Nhãn: Elektra - Định dạng: CD, tải xuống kỹ thuật số       | 11                  | 6                   |

## Đĩa đơn
| Năm                                                                                    | Bài hát                                               | Vị trí biểu đồ đỉnh | Vị trí biểu đồ đỉnh | Vị trí biểu đồ đỉnh | Vị trí biểu đồ đỉnh | Album              |
| Năm                                                                                    | Bài hát                                               | Mỹ                  | Hoa Kỳ R &amp; B    | Hoa Kỳ Rap          | Anh                 | Album              |
| -------------------------------------------------------------------------------------- | ----------------------------------------------------- | ------------------- | ------------------- | ------------------- | ------------------- | ------------------ |
| 2000                                                                                   | "Mi Amor" (hợp tác với Jay-Z)                         | -                   | 51                  | -                   | -                   | Đến gần và cá nhân |
| 2001                                                                                   | "Dem Thangs"                                          | -                   | 80                  | 24                  | -                   | Đến gần và cá nhân |
| 2001                                                                                   | "Bờ biển 2 bờ biển"                                   | -                   | -                   | -                   | -                   | Đến gần và cá nhân |
| 2002                                                                                   | " Nếu tôi có thể đi " (hợp tác với Lil 'Mo & Sacario) | 15                  | 26                  | 11                  | 61                  | Nhà động vật       |
| 2003                                                                                   | "Đưa bạn về nhà" (có Kelis)                           | 85                  | 62                  | -                   | -                   | Nhà động vật       |
| "-" biểu thị một tiêu đề không có biểu đồ hoặc không được phát hành trong lãnh thổ đó. |                                                       |                     |                     |                     |                     |                    |